# 桜島線
桜島線（さくらじません）は、大阪府大阪市此花区の西九条駅から桜島駅までを結ぶ西日本旅客鉄道（JR西日本）の鉄道路線（幹線）である。JRゆめ咲線（ジェイアールゆめさきせん）という愛称が付けられており、旅客案内において正式路線名の「桜島線」と案内されることはほとんどない。
かつてラインカラーは大阪環状線と同じ赤（■）とされていたが、2015年（平成27年）3月14日から路線記号Pが設定されるのに合わせて、ラインカラーは紺（■）に変更された。
本項では、桜島線の前身である西成線（にしなりせん）についても記述する。

## 概要
起点の西九条駅で大阪環状線に接続しており、大阪駅（梅田）方面からの直通列車も設定されている。日本製鉄関西製作所（製鋼所地区）などの臨海部の工場への通勤路線であると同時に、2001年（平成13年）3月31日のユニバーサル・スタジオ・ジャパン（USJ）開業後は、そのアクセス路線として機能している。また、東海道本線の吹田貨物ターミナル駅方面から梅田貨物線を経由して安治川口駅の貨物駅を結ぶ貨物路線でもあり、旅客列車のほか、西九条駅 - 安治川口駅間には日本貨物鉄道（JR貨物）によって梅田貨物線からの貨物列車が運行されている。
USJ 開業に先立つ同年3月1日に同園の最寄り駅となるユニバーサルシティ駅が開業し、「JRゆめ咲線」の路線愛称が制定された。この愛称は公募で決まり、1位ではなかったが、柔らかな語感と、桜島線の沿線のベイエリアはUSJを中心として大阪の夢が生まれつつある地域で、その夢が咲くことを期待して選ばれた。
全区間をJR西日本近畿統括本部が管轄しており、旅客営業規則の定める大都市近郊区間の「大阪近郊区間」と「電車特定区間」、およびIC乗車カード「ICOCA」エリアに含まれている。

## 路線データ
- 管轄・路線距離（営業キロ）：
  - 西日本旅客鉄道（第一種鉄道事業者）：
    - 西九条駅 - 桜島駅間 4.1 km

  - 日本貨物鉄道（第二種鉄道事業者）：
    - 西九条駅 - 安治川口駅間 2.4 km
- 軌間：1,067 mm
- 駅数：4（起終点駅含む）
  - 桜島線所属駅に限定した場合、大阪環状線所属の西九条駅[13]が除外され、3駅となる。
- 複線区間：全線（ただし、西九条駅 - ユニバーサルシティ駅間は双単線）
- 電化区間：全線電化（直流1,500 V）
- 閉塞方式：自動閉塞式
- 保安装置：ATS-P（全線P[3][4]）
- 運転指令所：大阪総合指令所
- 列車運行管理システム：大阪環状・大和路線運行管理システム
- 最高速度：95 km/h[5]

## 沿線概況
全線で安治川の右岸を走行している。高架駅の西九条駅を発車するとすぐにJR西日本の中で最も急な35 ‰を進み、右にカーブをしながら大阪環状線の外回りをくぐる。六軒家川を渡って国道43号をくぐって住宅街を進み、住友化学の大阪工場を抜けると、貨物ヤードが広がる安治川口駅に到着する。この先は、USJ の建設を中核とする此花西部臨海地区土地区画整理事業に伴い線路が移設された区間で、高架橋を進んでUSJの最寄り駅であるユニバーサルシティ駅に到着する。当初の計画では安治川口駅 - 桜島駅間を地下化してUSJの正門前に新駅が設置される予定であったが、工事費と工期を削減するために地平式に変更され、USJの南側に沿う区間は大阪市の負担によってシェルターで覆われて公園となり、終点の桜島駅はUSJの南西端に移設されている。
なお、万一片方の線路が使用できなくなったときにも、USJ からの乗客を円滑に運ぶため、西九条駅 - ユニバーサルシティ駅間は双単線としてそれぞれの線路で単線運転が可能となっている。すなわち、下り線が使用できないときは、上り線のみで折り返し運転ができるようになっている。そのため、各駅には通常の進行方向と反対側にも信号機が取り付けられており、踏切にも「どちらか一本の線路で上下の列車を運転する場合があります。」という注意書き看板を設置している。
1999年（平成11年）4月1日に線路移設されるまでの安治川口駅 - 桜島駅間には、北港運河に架かる北港運河第一橋梁と呼ばれる可動橋があった。1927年に架橋された最初の跳開式可動橋であったが、建設当初から2.6 m近く沈下して浸水によって運転に支障が出ることから、1976年（昭和51年）7月7日に同じ可動橋に架け替えられた。

## 運行形態

### 旅客列車

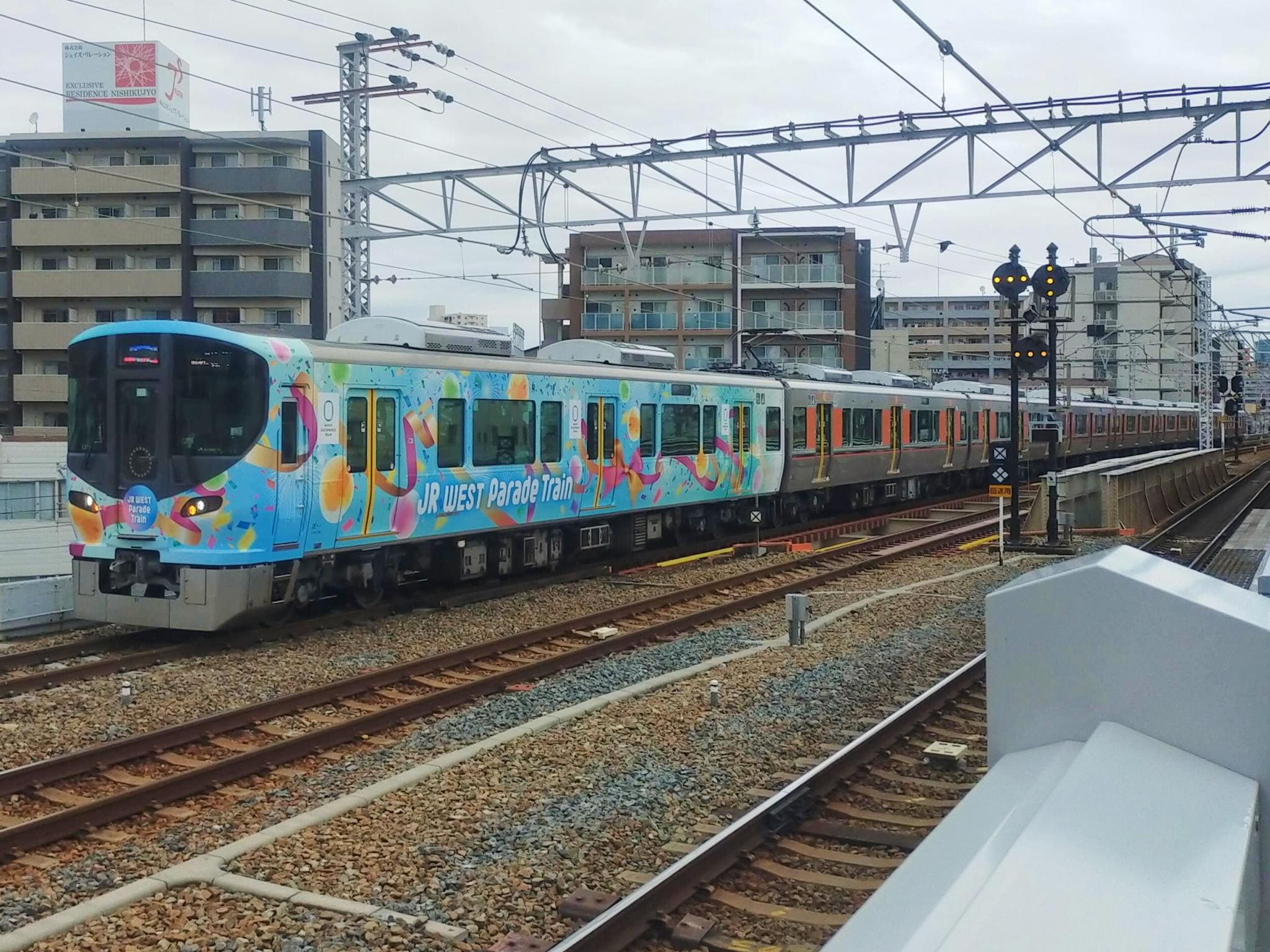
323系「JR WEST Parade Train」

旅客列車は、線内折り返しのシャトル列車（西九条駅 - 桜島駅間）と、大阪環状線との直通列車（天王寺方面 - 京橋駅 - 大阪駅 - 桜島駅間）がある。日中の12時台から16時台の初めまでは、シャトル列車のみが1時間に4本運転されている。2011年（平成23年）3月11日までは、日中にも大阪環状線直通列車とシャトル列車があり、1時間に計6本運行されていた。以前は大阪環状線の混雑のため、朝夕ラッシュ時はシャトル列車のみ運転されていた。2015年（平成27年）3月14日現在は午前中と夕方前から夜間に大阪環状線直通列車が運行されている。
USJの開業以来、日中のシャトル列車は1編成のみを使用して線内を往復する形態で、運転時間の関係から西九条駅・桜島駅における折り返し時間が2 - 3分程度しか確保できないなど余裕の少ないダイヤ設定となっていた。しかし、2005年（平成17年）4月25日の福知山線脱線事故を契機にダイヤの抜本的な見直しが行われた2006年（平成18年）3月18日のダイヤ改正以降は2編成使用の運用に変更され、大阪環状線との直通列車を含めて桜島駅での折り返し時間およびユニバーサルシティ駅での停車時間を長めに設定するなどダイヤに余裕を持たせている。
2012年（平成24年）3月17日から日中はシャトル列車のみとなったため、大阪駅 - 京橋駅 - 天王寺駅間では関空快速・紀州路快速が大阪環状線天王寺駅発着に変更となり、大和路快速と関空快速・紀州路快速の停車駅には福島駅が追加された。
西九条駅では、大阪環状線との直通列車は大阪・京橋方面行き・桜島行きは、中央の2・3番のりば（両側にある2つのホームで1つの線路を共用、シャトル列車の折り返しにも使用）から発着するのが基本となっている。なお、一部の大阪・京橋方面行きの列車は1番（外回り）のりばから、桜島行きの列車は4番（内回り）のりばから発車している。その西九条駅2・3番のりばは京都・新大阪方面から関西空港・白浜方面へ向かう特急「はるか」「くろしお」なども通るためピーク時間帯はこれ以上の増発が困難であったが、構内改良により、特急列車に4番のりばを通過させることにより、2020年（令和2年）3月14日のダイヤ改正から朝通勤ラッシュ時に2往復増発し、概ね6分間隔で運転されている。
列車番号は、シャトル列車は600・700番台（末尾のアルファベットなし）、大阪環状線へ直通する列車は、天王寺駅から引き続き環状運転を行う場合は1500番台、京橋駅もしくは天王寺駅までの運行の場合は2300 - 2500番台であり、末尾に「E」がつく。
323系では路線記号とともにラインカラーの紺色を表示しており、大阪環状線列車との区別を図っている。 

#### 女性専用車
2011年（平成23年）4月18日から、平日・休日にかかわらず毎日、始発から終電まで、8両編成の4号車に女性専用車が設定されている。対象車両および乗車位置には、女性専用車の案内表示が設置されている。

### 臨時列車
USJ の多客が見込まれる日には定期列車だけでは輸送力が不足することから、臨時列車が運転されることがある。
かつては多客期に東海道本線・山陽本線で臨時快速列車（快速「ハリウッドエクスプレス」、快速「びわこハリウッド号」）や、大和路線から奈良発桜島行きの「やまとじハリウッド号」、北陸方面からの臨時特急「ユニバーサルエクスプレス」が運転されたこともあるが、2000年代後半にUSJの観客動員数が減少傾向にあったこともあり、2010年（平成22年）春以降は運転されていない。なお、「ユニバーサルエクスプレス」はユニバーサルシティ駅を始発・終着駅としているが、同駅では直接折り返さず、回送として桜島駅まで運転した後に折り返していた。この列車は午前中運転の往路から夕刻運転の復路まで時間があったが、桜島線内では留置できず一度車両基地へ回送されたため、桜島線を2往復していた。
2004年（平成16年）7月31日にUSJで開催されたロックグループ「GLAY」の大型コンサート「GLAY EXPO 2004」では、10万人規模の観客を動員したことから、当日は午前10時頃から特別ダイヤが組まれた。特に公演終了後の20時以降は大阪環状線直通の定期列車と臨時列車が最大3 - 4分間隔で運行され、20時過ぎから23時までは最大1時間12本すべてが直通列車となり、この時間帯の大阪環状線西九条駅 - 京橋駅間では、直通列車と大阪環状線の列車により超過密状態となり、定期列車と臨時直通列車との運転間隔が1分程度になる時間帯があった。

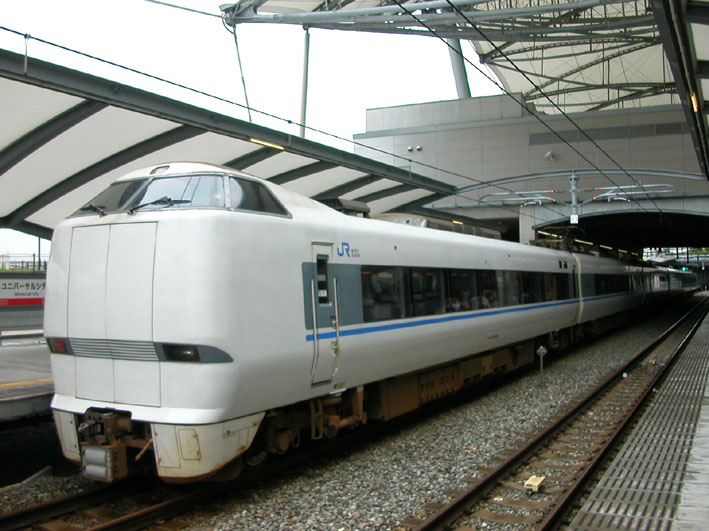
ユニバーサルシティ駅に到着した特急「ユニバーサルエクスプレス」
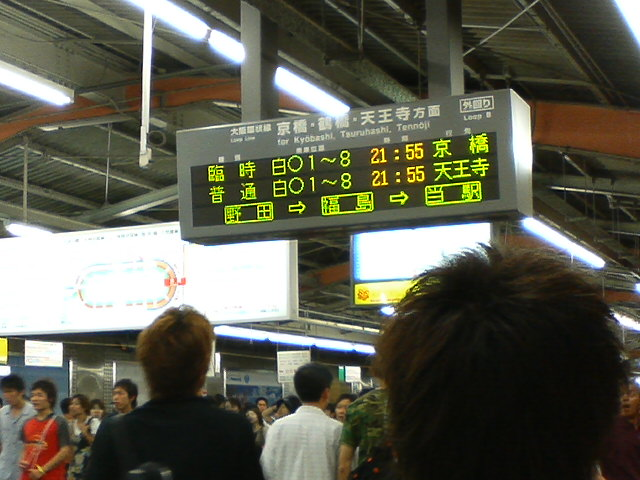
GLAY EXPO開催に伴う臨時列車が運行された時の発車標（大阪駅 2004年7月31日） 分表示で判断すると、運転間隔が1分程度であることが確認できる。

2014年（平成28年）7月26日からは、原則毎週土曜日に新大阪発桜島行きの臨時快速列車が運転されていた（途中停車駅はユニバーサルシティ駅のみ）。この列車はUSJへの利便性向上のために運転されていた山陽新幹線の臨時列車「ひかり」580号・「さくら」580号から接続しており、車両は「ウィザーディング・ワールド・オブ・ハリー・ポッター」をイメージしたラッピング列車が使用されていたが、2016年（平成28年）2月27日の運行が最後となっており、2016年（平成28年）3月以降は設定がなくなっている。
桜島線では、USJが2001年（平成13年）3月の開業以来毎年、大晦日から元旦にかけて新年カウントダウン特別営業を行っている関係で、2001年度（平成13年度）の大晦日から毎年、終夜運転を実施している。シャトル列車（西九条駅折り返し）および大阪環状線との直通列車のいずれかを、約15 - 20分間隔で運転している。

#### エキスポライナー
2025年日本国際博覧会（大阪・関西万博）開催に伴い、2025年（令和7年）3月15日 - 10月13日に運行される臨時快速列車。1時間に1本の間隔で、東海道・山陽新幹線が発着する新大阪駅と万博シャトルバスが発着する桜島駅との間を梅田貨物線・桜島線経由で運行する。
停車駅
新大阪駅（おおさか東線ホーム） - 大阪駅（地下ホーム） - ユニバーサルシティ駅 - 桜島駅

## 使用車両

### 現在の使用車両

#### 旅客列車
323系
吹田総合車両所森ノ宮支所所属。全ての定期列車と、臨時快速「エキスポライナー」で使用されている。2016年（平成28年）12月25日から当路線での運行を開始した。

臨時快速「エキスポライナー」では、特に桜島駅寄りの先頭車両を改造した「JR WEST Parade Train」が中心に使用される。
221系
吹田総合車両所奈良支所所属。平日朝時間帯の臨時快速「エキスポライナー」桜島行き4本に使用されている。該当列車は列車番号に「M」がつく。

### 過去の使用車両
323系が導入されるまで、JR西日本発足後もアーバンネットワーク内の路線では最後まで、全ての定期旅客列車が国鉄形車両（101系・103系・201系）で運行されていた。ただし、後述するように一時的ながらJR西日本発足後に登場した車両である223系・225系が使用されたことがある。
101系
大阪環状線が開通した1961年（昭和36年）4月25日から1985年（昭和60年）3月、1989年（平成元年）6月から1991年（平成3年）3月16日まで使用されていた。JR西日本では最後の使用路線であり、最後の朱色1号（ オレンジバーミリオン）の101系でもあった。末期は桜島線用の6両編成が2本のみ在籍しており、出入区便の京橋駅 - 桜島駅間の列車にも使用されていた。
103系
1969年（昭和44年）から2017年（平成29年）10月3日まで運用された。車体塗装はオレンジバーミリオン色で、1999年（平成11年）5月9日までは6両編成のみ、2001年3月までは4両編成も存在していたが、ユニバーサルシティ駅開業後は先述したラッピング車両の6両編成と大阪環状線直通の8両編成が使用されるようになった。桜島線用が6両編成であった時代は、森ノ宮電車区への出入区列車は現在と同様に京橋駅 - 桜島駅間の営業列車として運転、4両編成の時代は京橋駅 - 西九条駅間は回送列車であった。2012年（平成24年）3月17日以降は線内のラッピング編成も8両編成に統一されたが、同年ラッピング編成は201系に変更された。
201系
2005年（平成17年）12月から2019年（令和元年）6月7日まで運用された。JR京都線・神戸線で321系の投入が開始された際に転入したもので、車体塗装は当初水色のままで運用されたが、のちにオレンジバーミリオンに変更された。
223系・225系
2014年（平成26年）2月17日 - 21日に大阪環状線で朝時間帯の列車を実験的に3ドアに統一した際に、大阪環状線と直通する一部列車に使用されたことがある。
ユニバーサルシティ駅の開業と同時に、大阪環状線車両の方向幕が白地からJR西日本標準の黒地幕に変更されたが、桜島線へ直通する桜島行きの列車は容易に区別できるように青地を基本としており、また大阪環状線と桜島線と直通する列車が区別できるように赤いラインが追加されていた。この行先方向幕は103系と201系で使用されていたが、201系は方向幕の3色LED化改造が行われ、103系も323系の導入に伴い2017年（平成29年）10月3日の運用を最後に撤退し、この幕は姿を消している。

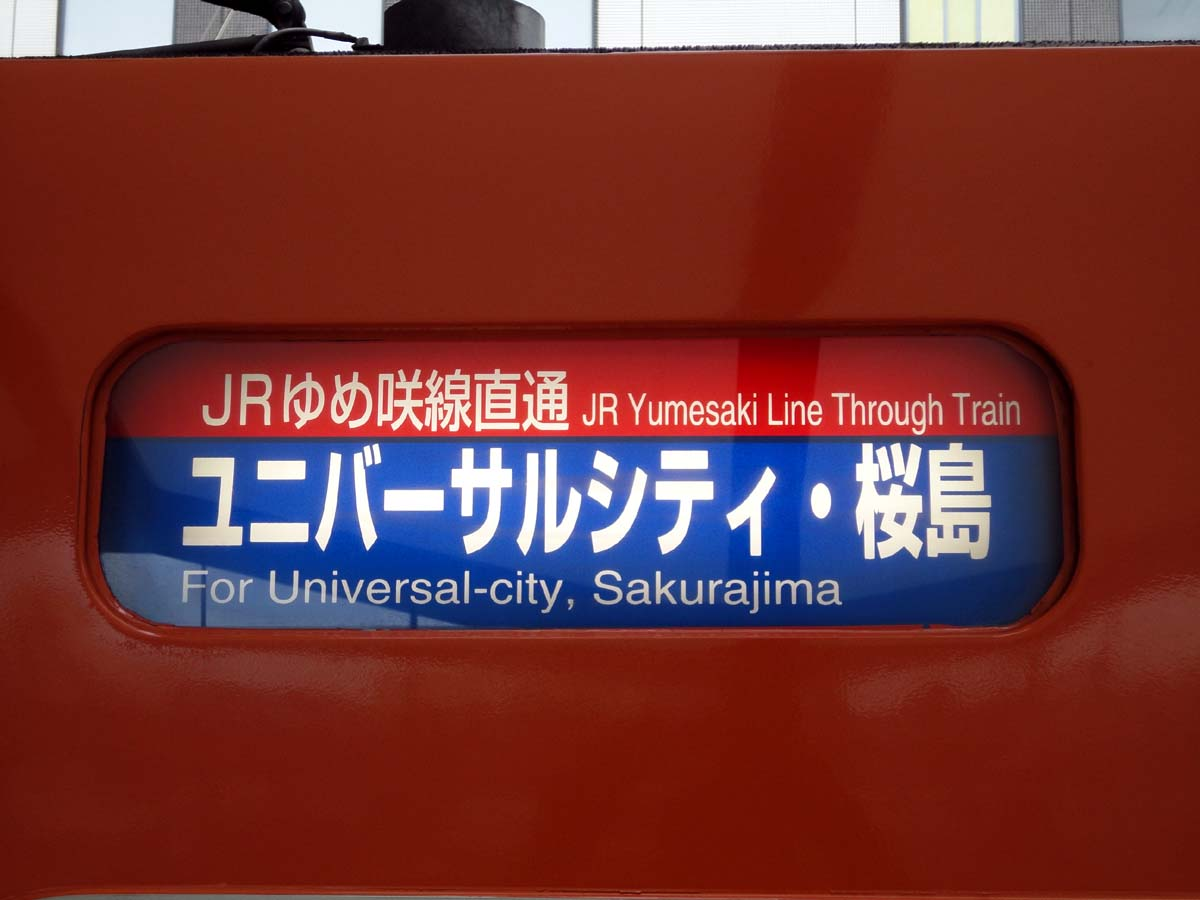
桜島線直通列車の方向幕
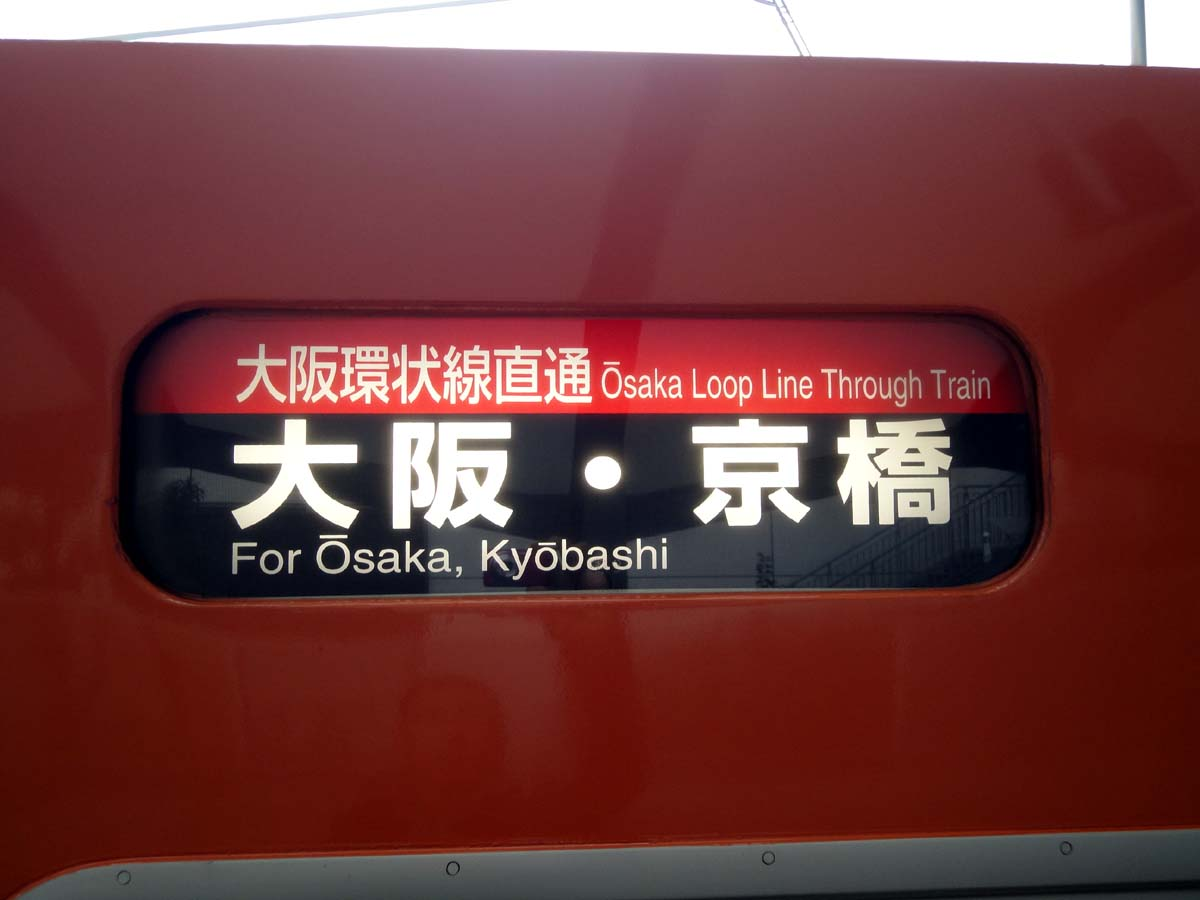
大阪環状線直通を示す赤色が追加された方向幕

### ラッピング車両
USJ開業以降は、USJのラッピング車両が複数回運行された。USJ開業当初は103系6両編成4本が使用され、編成ごとにテーマが異なるラッピングが施された。ラッピング列車はUSJ開業に先駆け、2001年（平成13年）1月より運行を開始し、当初は「ユニバーサルグローブ号」「パワーオブハリウッド号」「アメリカの街並み風景号」「ウッディ・ウッドペッカー号」の4種類だったが、「ユニバーサルグローブ号」は2003年（平成15年）4月21日に「セサミストリート 4-Dムービーマジック号」に、「アメリカの街並み風景号」は2004年（平成16年）1月に「アメージング・アドベンチャー・オブ・スパイダーマン・ザ・ライド号」にそれぞれ変更された。夏休みなどのUSJ繁忙期には、一時的にラッピング車両の編成を組み換えて異なるデザインの車両が混じった8両編成として運転されることがあった。2012年（平成24年）3月17日以降はラッピング列車を含めた全列車が8両編成での運行となり、「ウッドペッカー号」と「セサミストリート号」の8両編成2本（いずれも「スパイダーマン号」の中間車を編入）に再編された。また、組み換えが行われなかった「パワーオブハリウッド号」と余剰となった「スパイダーマン号」の先頭車は日根野電車区へ転属した。ラッピング車2本も2012年（平成24年）末までにオレンジ色に再塗装された。
その後、ラッピング車両は201系8両編成に変更され、2012年（平成24年）10月17日よりLB6編成が「ユニバーサル・ワンダーランド号」、2013年（平成25年）2月1日よりLB15編成が「ウィザーディング・ワールド・オブ・ハリー・ポッター号」となって運転されていた。201系のラッピング車両も2019年（令和元年）5月31日限りで運転を終了した。
2021年（令和3年）1月27日からは323系LS15編成で「スーパー・ニンテンドー・ワールド」のラッピング列車が運行を開始した。323系のUSJラッピング車両はこれが初めてで、ラッピング車は前述の201系以来1年8か月ぶりとなる。他編成と完全共通運用であり、大阪環状線内のみの運用にも充当された。
2023年9月28日、2025年開催の日本万国博覧会（大阪・関西万博）開催にあたり、2023年11月30日から会期終了までの間、323系によるラッピング列車が桜島線および大阪環状線を運行することがアナウンスされた。ラッピング列車運行開始に先立ち、運行開始前日の同年11月29日に当該ラッピング列車が吹田総合車両所森ノ宮支所にて報道公開された。

## 輸送改善

### USJ開業前
1980年代後半にユニバーサルスタジオが日本進出を検討し、大阪市が大正区への誘致を持ちかけたが破談になり、のちに此花区への誘致を持ちかけ、1994年（平成6年）1月に此花区への進出が正式に決定した。桜島線は、ユニバーサルスタジオ計画地の中央を横断していたため、計画地の南側に約250 m移設することになった。1999年（平成11年）4月1日に単線区間が残っていた安治川口駅 - 桜島駅間を複線の新線に切り替え、同時に桜島駅を移設している。1999年（平成11年）から2001年（平成13年）にかけてUSJへのアクセス路線として改良するため、大阪環状線への直通運転を休止して、安治川口駅の橋上駅化や信号設備の改良などの工事が行われた。
この輸送改善に関連して、1965年（昭和40年）から地元住民や商店街が要望していた西九条駅 - 安治川口駅間への新駅（春日出駅を提唱していた）設置運動が行われていたが、この輸送改善に合わせては新駅は設置されておらず、需要が見込めないとして設置は見送られている。
2001年（平成13年）3月31日のUSJ開業に先立って、最寄り駅となるユニバーサルシティ駅が3月1日に開業し、同日よりJRゆめ咲線の愛称も使われるようになった。その後、3日のダイヤ改正により大阪環状線との直通運転が再開されている。

### USJ開業後
USJ開業後、ユニバーサルシティ駅を中心に乗車人員は増加し続け、2018年（平成30年）の乗車人員は1987年（昭和62年）のJR発足時に比べ約3.7倍となった。特に朝は通勤時間帯とUSJの開園前時間が重なり西九条駅やユニバーサルシティ駅では混雑が激しくなっていた。また、2020年にはUSJの新エリア「スーパー・ニンテンドー・ワールド」が開業予定でさらなる利用客増加が見込まれることから、JR西日本は2019年（令和元年）9月18日に以下の2つの取り組みによる輸送力強化と混雑緩和を進めることを発表した。
西九条駅の線路設備改良
前述のように、西九条駅ではJRゆめ咲線の主な発着ホームである4番線（2・3番のりば）を関西空港・南紀方面の特急と共用していたため増発が困難であり、ダイヤ上のネックとなっていた。そこで、西九条駅の渡り線の新設と信号設備の改良を行い、特急の運行を大阪環状線の内回り発着ホームである5番線（4番のりば）に移す。これにより4番線をJRゆめ咲線専用とし、1時間あたり最大9本の運行本数が12本に増強される。2020年（令和2年）に使用を開始した。
ユニバーサルシティ駅改札口改良
ユニバーサルシティ駅ではUSJの開園時間前である7 - 9時にかけて列車の到着時に混雑が発生していた。そこで、自動改札機の増設やUSJ側へ直接抜けられる改札口の整備など駅構内の改良工事を行い混雑緩和を図ることとなった。2020年（令和2年）5月ごろ竣工予定。

### 万博輸送
2025年（令和7年）に夢洲を中心に開催される2025年日本国際博覧会（大阪・関西万博）に向けては、従来からの大阪環状線・天王寺・京橋方面から大阪駅（既存の環状線高架ホーム）経由で乗り入れる列車に加え、2023年（令和5年）3月に開業した大阪駅地下ホーム（うめきたエリア）を介して、新大阪駅からの臨時直通列車の運行も検討され、「エキスポライナー」（前述）として運行されることになった。これに際して、西九条駅にホーム柵（ホームドア）を設置するほか、当線の区間運転列車についても1時間最大12本程度の列車を増発する予定である。

## 延伸計画
2009年（平成21年）9月10日に当時の大阪府知事であった橋下徹が、大阪ワールドトレードセンタービルディング（現大阪府咲洲庁舎）への府庁移転問題に絡み、桜島駅から南港ポートタウン線（ニュートラム）のトレードセンター前駅までの約4 kmの延伸を検討していることが、報道で明らかになった。府庁の全面移転は断念したが、大阪府と大阪市が夢洲に誘致を進めているカジノを含む統合型リゾートの鉄道アクセスとしても桜島線の延伸が計画されている。なお、夢洲は2025年大阪・関西万博の会場でもあるが、JR西日本の来島達夫社長は万博開催のみでの延伸は実施しないとしている。
この計画では、港湾護岸の下を通るためユニバーサルシティ駅の西付近から地下化し、桜島駅も地下化される。工事延長は約6kmで、整備費は約1,700億円である。同じく地下鉄中央線の夢洲への延伸よりも事業費が約3倍になり、工期も長くなることが懸念されているものの、大阪駅周辺へのアクセスも約22分と最短で、関西主要拠点へのアクセスが改善されるとされている。
なお、橋下は都市戦略上はJR桜島線の延伸を目指すべきだと発言している。
それより前は、1994年（平成6年）1月に当時の大阪市長であった西尾正也が2008年大阪オリンピック招致を表明した際に、そのアクセスとして舞洲まで延伸が検討されたことがあった。
また大阪府は2012年（平成24年）に桜島駅より咲洲、南港を経て長居駅に至る路線構想の実現を目指すと発表している。

## 歴史
元々西九条駅 - 桜島駅間は独立した路線ではなく、西成鉄道を鉄道国有法により買収した西成線（にしなりせん）の一部を1961年（昭和36年）の大阪環状線全通時に分離したものである。沿線工場への貨物輸送や通勤路線という目的から昼間は閑散とした状態が続いていたが、USJ開業後はそのアクセス路線として終日賑わっている。

### 西成線
- 1898年（明治31年）

西成鉄道（1906年）

  - 4月5日：西成鉄道 大阪駅 - 安治川口駅間（3M52C≒5.87km）が開業。大阪駅 - 福島駅間は貨物営業のみ。福島駅・野田駅・安治川口駅が開業[83]。
  - 10月1日：西九条駅が開業。
- 1899年（明治32年）5月1日：大阪駅 - 福島駅間で旅客営業開始[84]。
- 1902年（明治35年）11月12日：MC表記からマイル表記に簡略化（3M52C→3.7M）。
- 1904年（明治37年）12月1日：鉄道作業局が借上げ。
- 1905年（明治38年）4月1日：安治川口駅 - 天保山駅間（1.0M≒1.61km）延伸開業。同時に借上げ。天保山駅が開業。
- 1906年（明治39年）12月1日：西成鉄道が国有化。西九条駅 - 安治川口駅間改マイル（-0.1M）。
- 1909年（明治42年）10月12日：国有鉄道線路名称制定、大阪駅 - 天保山駅間が西成線になる。
- 1910年（明治43年）4月15日：安治川口駅 - 天保山駅間（1.0M）廃止、安治川口駅 - 桜島駅間（1.3M≒2.09km）が開業。天保山駅が廃止。桜島駅が開業。実態は路線の延伸と天保山駅の改称移転。
- 1912年（明治45年）7月17日：福島駅 - 西九条駅 - 安治川口駅間が複線化。
- 1930年（昭和5年）4月1日：マイル表記からメートル表記に変更（4.9M→8.1km）。
- 1931年（昭和6年）11月8日：貨物支線 野田駅 - 大阪市場駅間（1.3km）が開業。
- 1934年（昭和9年）3月25日：ガソリンカーが運行開始[85][86]。
- 1940年（昭和15年）1月29日：安治川口駅構内でガソリンカーの列車脱線・火災事故（西成線列車脱線火災事故）が発生。
- 1941年（昭和16年）5月1日：大阪駅 - 桜島駅間が電化（直流1,500 V）。桜島駅の旅客ホームが天保山駅の位置に移る。
- 1943年（昭和18年）11月21日：貨物支線 安治川口駅 - 大阪北港駅間（3.4 km）開業。大阪北港駅が開業。

### 桜島線
- 1961年（昭和36年）4月25日：大阪環状線全通により、西九条駅 - 桜島駅間（4.5km）、貨物支線 安治川口駅 - 大阪北港駅間（3.4km）を分離し桜島線になる。
- 1966年（昭和41年）
  - 3月1日：桜島駅移転（-0.5km）。先にかつての天保山駅の付近に移転していた旅客ホームの位置に合わせる。
  - 3月31日：安治川口駅 - 北港運河第一橋梁間が複線化。
- 1968年（昭和43年）3月25日：大阪環状線との直通運転廃止[87]。
- 1976年（昭和51年）7月7日：北港運河第一橋梁が架け替え[18]。
- 1982年（昭和57年）11月15日：貨物支線 安治川口駅 - 大阪北港駅間 (3.4km) が廃止[88]。大阪北港駅が廃止[89]。
- 1986年（昭和61年）11月1日：安治川口駅 - 桜島駅間の貨物営業が廃止。
- 1987年（昭和62年）4月1日：国鉄分割民営化により西日本旅客鉄道が承継。日本貨物鉄道が西九条駅 - 安治川口駅間の第二種鉄道事業者となる。
- 1993年（平成5年）4月1日：大阪環状線の駅で分煙化実施。西九条駅が喫煙コーナーをのぞいて終日禁煙になる。
- 1994年（平成6年）3月1日：全駅で分煙化実施。安治川口駅・桜島駅が喫煙コーナーをのぞいて終日禁煙になる。
- 1996年（平成8年）10月5日：平日ダイヤで運転されていた土曜日が、休日ダイヤで運転されるようになる[90]。
- 1999年（平成11年）
  - 3月：ATS-P使用開始[3]。
  - 4月1日：USJ建設予定地を避けるため、安治川口駅 - 桜島駅間を複線の新線に切り替えて経路が変更され、桜島駅が移転[65]（+0.1km）。
- 2001年（平成13年）
  - 3月1日：ユニバーサルシティ駅開業。JRゆめ咲線の愛称使用開始[11][91]。
  - 3月3日：大阪環状線との直通運転再開[11]。
- 2003年（平成15年）
  - 10月1日：コンコースの喫煙コーナーが廃止[92]。
  - 11月1日：全線で「ICOCA」の利用サービスが開始[93]。
- 2005年（平成17年）12月15日：201系が運用開始。
- 2008年（平成20年）10月1日：全駅のホーム上の喫煙コーナーが廃止され、駅構内が全面禁煙化される[94]。
- 2009年（平成21年）10月4日：大阪環状・大和路線運行管理システムが導入される[95]。
- 2010年（平成22年）12月1日：組織改正により、大阪支社の管轄から近畿統括本部の管轄に変更[96]。
- 2011年（平成23年）4月18日：女性専用車が毎日、終日設定される[23]。
- 2012年（平成24年）3月17日：桜島線の全列車が8両編成で運転されるようになる[19]。
- 2014年（平成26年）
  - 2月17日 - 2月21日：大阪環状線の朝時間帯の列車を実験的に3ドアに統一した関係で、223系・225系が本路線に営業運転で乗り入れ[51]。
  - 7月26日 - 2016年（平成28年）2月27日：土曜日を中心に、新大阪発桜島行きの臨時快速を運行[24][29]。
- 2016年（平成28年）12月25日：323系が運用開始[40]。
- 2017年（平成29年）103系の営業運転を終了。
- 2018年（平成30年）3月17日：各駅に駅ナンバーが導入される。
- 2019年（令和元年）6月7日：201系の営業運転を終了[48][41]。
- 2025年（令和7年）3月15日：臨時快速「エキスポライナー」が運行開始（10月13日まで）[37][39]。

## 駅一覧
- ◆印：貨物取扱駅
- 全駅大阪府大阪市此花区に所在し、特定都区市内制度における「大阪市内」エリア（阪）に属している。また、旅客業務上では西九条駅のみがJR西日本直営駅であり、その他の駅はJR西日本交通サービスによる業務委託駅である。
- 定期旅客列車は全列車普通列車（全駅に停車）
- 駅ナンバーは2018年（平成30年）3月より導入[97]、大阪環状線からの通し番号となっている。

| 駅ナンバー | 駅名                 | 営業キロ | 営業キロ | 接続路線 |
| 駅ナンバー | 駅名                 | 駅間     | 累計     | 接続路線 |
| ---------- | -------------------- | -------- | -------- | --- |
| JR-P14     | 西九条駅             | -        | 0.0      | 西日本旅客鉄道： 大阪環状線（JR-O14）（大阪駅経由天王寺駅まで直通運転） 阪神電気鉄道： 阪神なんば線（HS 45） |
| JR-P15     | 安治川口駅◆          | 2.4      | 2.4      | |
| JR-P16     | ユニバーサルシティ駅 | 0.8      | 3.2      | |
| JR-P17     | 桜島駅               | 0.9      | 4.1      | |

### 廃止区間
（ ）内は起点からの営業キロ
貨物支線
安治川口駅（0.0）- 大阪北港駅（3.4）

## 平均通過人員
各年度の平均通過人員（人/日）は以下のとおりである。
| 年度                   | 平均通過人員（人/日） | 出典    |
| 年度                   | 西九条 - 桜島         | 出典    |
| ---------------------- | --------------------- | ------- |
| 2013年度（平成25年度） | 65,399                | [ 99 ]  |
| 2014年度（平成26年度） | 73,898                | [ 100 ] |
| 2015年度（平成27年度） | 79,689                | [ 101 ] |
| 2016年度（平成28年度） | 83,683                | [ 102 ] |
| 2017年度（平成29年度） | 87,913                | [ 103 ] |
| 2018年度（平成30年度） | 87,653                | [ 104 ] |
| 2019年度（令和元年度） | 88,074                | [ 105 ] |
| 2020年度（令和02年度） | 52,388                | [ 106 ] |
| 2021年度（令和03年度） | 59,085                | [ 107 ] |
| 2022年度（令和04年度） | 83,746                | [ 108 ] |
| 2023年度（令和05年度） | 96,200                | [ 109 ] |